# Khoai trời
Khoai trời hay khoai dại, củ dại (danh pháp khoa học: Dioscorea bulbifera) là loài thực vật thuộc chi Củ nâu, bản địa của châu Phi và châu Á.

## Giới thiệu
Hiện giống khoai này đã có mặt ở nhiều nơi trên thế giới, trong đó có Việt Nam. Giống khoai dây leo này có hình dáng na ná khoai tây bình thường nhưng có lớp vỏ ngoài cứng, gọt bỏ lớp vỏ là có thể dùng được. Giống khoai dây leo mọc nhiều ở bìa rừng các vùng đất bazan của nước ta. Củ của nó có thể đạt tới trọng lượng từ 2 kg - 4 kg. Giống khoai dây leo sinh trưởng rất nhanh, khoảng trên 20 cm mỗi ngày. Mỗi cây có thể leo chiều dài tối đa tới 30 mét. Cây thường ra quả vào mùa thu và mùa đông.  
Những năm 1905, giống khoai này được gửi đến Florida (Mỹ) để nghiên cứu như là một cây thuốc và bây giờ nó có thể được tìm thấy ở nhiều nơi trên đất mỹ. Chính vì tốc độ sinh trưởng mạnh mẽ mà Giống khoai dây leo bị danh sách các giống cây dại có hại vào năm 1999 bởi Cục Nông nghiệp và Dịch vụ Tiêu dùng Florida.
Giống khoai dây leo có thể ăn được, tuy nhiên các nhà khoa học khuyến cáo không nên sử dụng một cách tùy tiện.
Các dạng củ khoai trời hoang dại có thể chứa độc tố thuộc nhóm steroid, diosgenin, được dùng để sản xuất một số hormon steroid tổng hợp.

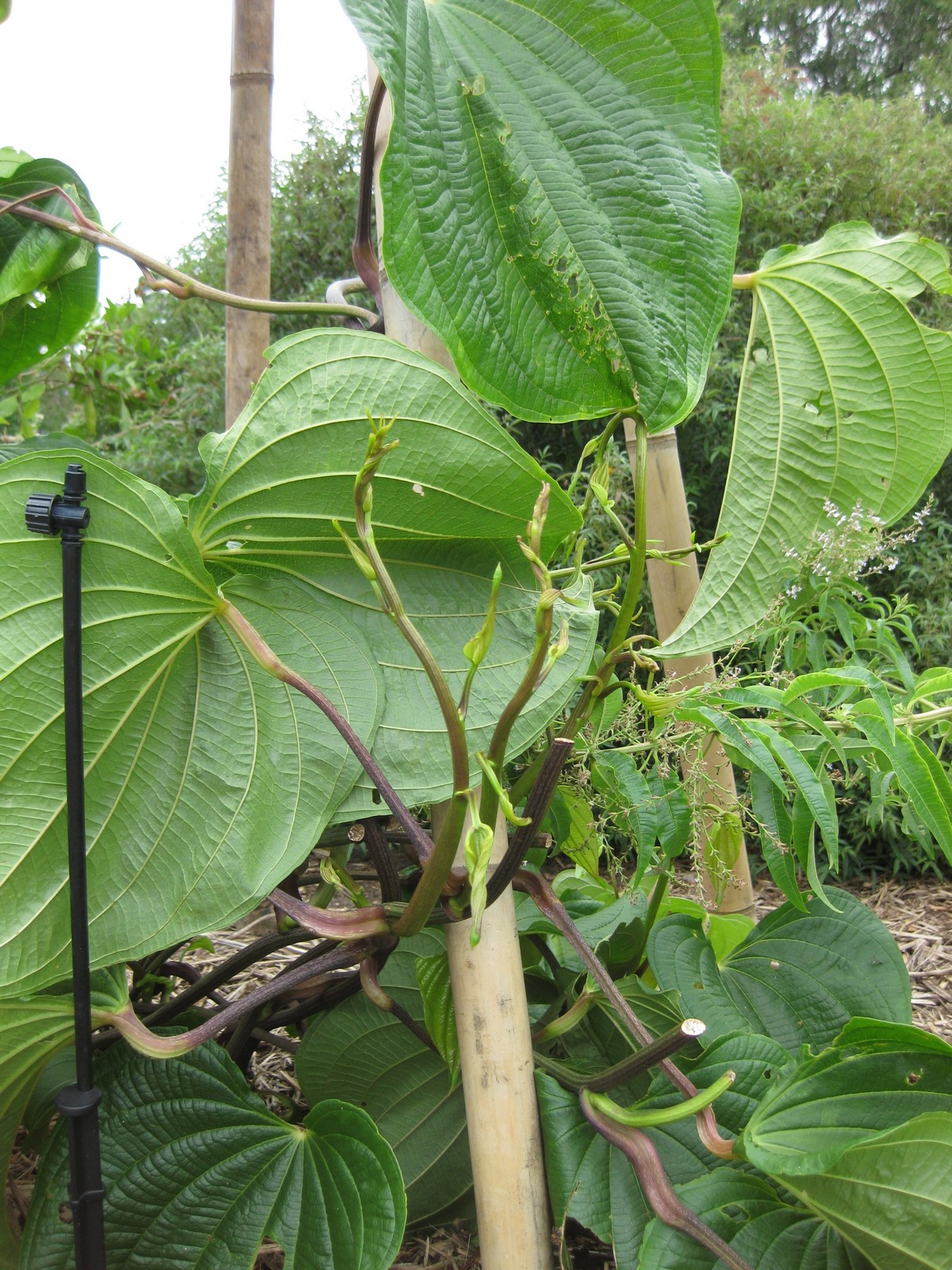
Cây khoai trời